# Bandera de la Granadella
La bandera oficial de la Granadella té la següent descripció:
Bandera apaïsada, de proporcions dos d'alt per tres de llarg, dividida en tres fixes, la primera i la tercera, d'amplada d'1/3 del total, blanques. La faixa del centre, d'amplada de 7/27 parts, vermella, i separada de les blanques per dues faixes verdes d'amplada d'1/27 parts cada una.
Va ser aprovada el 20 de maig de 2009 i publicada en el DOGC el 10 de juny del mateix any amb el número 5397.
Els seus colors són importats dels de l'escut de la Granadella.